# Petriwka (rejon niżyński)
Petriwka (ukr. Петрівка) – wieś na Ukrainie, w obwodzie czernihowskim, w rejonie niżyńskim, w hromadzie Bobrowycia. W 2001 liczyła 955 mieszkańców.